# 戸田菊雄
戸田 菊雄（とだ きくお、1924年3月6日 - 2013年7月13日）は、日本の政治家。衆議院議員（4期）。参議院議員（2期）。

## 来歴
福島県いわき市出身。1944年仙台鉄道教習所普通部卒業。国労仙台地本委員長、宮城県労評議長を経て、1965年の参院選で宮城地方区から日本社会党公認で立候補して初当選。2期務めた。1977年の参院選では自民党公認の大石武一に敗れて落選。1979年の総選挙で宮城1区から社会党公認で立候補したが落選（同じ選挙区から立候補した西宮弘も落選）。次の1980年の総選挙で初当選し、衆議院議員を4期務める。1993年の総選挙で落選し、政界を引退。1994年春の叙勲で勲一等瑞宝章受章。
2013年7月13日、肺炎のため宮城県仙台市青葉区の自宅で死去、89歳没。死没日をもって正四位に叙される。

## 人物
新東京国際空港（現成田国際空港）の一坪共有地の名義人の1人であった。